# HAT-P-2b
HAT-P-2b是一颗位于武仙座、距离地球约440多光年的系外行星，其母星为一颗F型恒星（体积大于太阳、温度也高于太阳）。其轨道周期为5地球日15小时；与其母星之间会产生凌星现象。因为此行星的一年等于5.6个地球日，因此气候变化非常大。令科学家感到奇怪的是，这颗行星的密度是水的6.6倍，比木星密度大8倍。人类迄今已经发现了100多颗太阳系外的行星，所有这些行星的密度都与木星或水的密度大致相同。

## 轨道和质量
据估计，该行星的质量为木星的8.65倍，半径为木星的0.951倍，即13万5978公里，这一质量体积比在类木行星中较为罕见。尽管该行星的大气层发生了膨胀，但是行星的强大引力最终还是使其保持了一个较小的体积。该行星的平均密度约为地球的两倍，其表面重力约为地球的24倍，接近于太阳。该行星的轨道离心率较高，其近拱点和远拱点与中央恒星的距离分别为4.9百万英里和15.36百万英里；如果地球的轨道也拥有如此高的离心率，那么其近拱点距离太阳将仅0.4837天文单位，而远拱点将会到达火星轨道处。
除了中央恒星提供的热量，潮汐热效应也被认为在该行星的演化进程中起到了重要作用。

## 自转
2008年8月，对HAT-P-2b的罗斯特-麦克劳克林效应进行的最新的估算表明该行星的自旋轨道角和温在2007年计算的一致，而2008年洛雷列特曾对此结果表示质疑。温的计算结果为+1 ± 13°。
此外科学家认为在HAT-P-2轨道之外还存在着一颗行星，但是至今还未得到证实。